# Gerben Karstens
Pour les articles homonymes, voir Karstens.
Gerben Karstens, né le 14 janvier 1942 à Leyde et mort le 8 octobre 2022 à Dongen, est un coureur cycliste néerlandais. Il a été professionnel de 1965 à 1980.

## Biographie
Vainqueur du Tour de Lombardie 1969, Gerben Karstens fut déclassé pour dopage au profit de Jean-Pierre Monseré. Il avait ensuite avoué avoir utilisé une poire contenant l'urine de son soigneur, mais que celui-ci avait utilisé des anabolisants pour des problèmes de santé. De même lors de Paris-Tours 1974, vainqueur au sprint, il est disqualifié après avoir tenté de frauder lors du contrôle antidopage.
Lors du Tour de France 1974, il termine 2e de la 4e étape derrière Patrick Sercu mais oublie de se rendre à temps au contrôle antidopage. Le coureur est pénalisé de 10 minutes au classement général. Le peloton prend fait et cause pour Karstens qui sera reclassé. Le lendemain, il s'empare du maillot jaune.
Interrogé par L'Équipe en juillet 2017, le Wallon Joseph Bruyère décrit Gerben Karstens comme le coureur le plus drôle qu'il ait rencontré : « C'était le plus fou du peloton à mon époque. Il n'en ratait jamais une. Son jeu favori, c'était de récupérer des cônes de circulation sur le bord de la chaussée et de s'en servir comme chapeau tout en roulant » (8 juillet 2017). 

## Palmarès

### Palmarès amateur
- 1960
  - Championnat d'Hollande-du-Sud
- 1962
  - Tour du Limbourg
  - 3e du Circuit de Campine
- 1963
  - 2eb étape du Grand Prix François-Faber
  - 3e du Circuit de Campine
  - 5e du championnat du monde sur route amateurs
- 1964
  -  Champion olympique du contre-la-montre par équipes (avec Bart Zoet, Evert Dolman, Jan Pieterse)
  - Tour de Hollande-Septentrionale
  - 3e étape du Tour de Belgique amateurs
  - Tour d'Overijssel
  - 13e étape du Tour de l'Avenir
  - 3e du Circuit de Baronie
  - 3e du Tour de Belgique amateurs

### Palmarès professionnel
| - 1965 - 1re étape du Tour des Pays-Bas - 21e étape du Tour de France - 2e étape du Tour de Picardie - Paris-Tours - 2e du Tour de Lombardie - 3e du Grand Prix du Parisien - 9e du Super Prestige Pernod - 1966 - Champion des Pays-Bas sur route - 12e, 15e et 17ea étapes du Tour d'Espagne - 6e étape du Critérium du Dauphiné libéré - 3eb et 9e étapes du Tour de France - 2e étape de Paris-Luxembourg - Critérium des As - 3e du Circuit des régions flamandes - 3e du Trophée Baracchi (avec Bart Zoet) - 9e du Grand Prix des Nations - 10e de Paris-Roubaix - 1967 - 7e, 10eb, 17e (contre-la-montre) et 18e étapes du Tour d'Espagne - 4e étape du Tour de Suisse - Circuit Escaut-Durme - 3e de Hoeilaart-Diest-Hoeilaart - 9e de Milan-San Remo - 10e du Tour des Flandres - 1968 - Grand Prix de Fourmies - 1969 - 5ea étape des Quatre Jours de Dunkerque - 3e de la Coppa Agostoni - 3e du championnat des Pays-Bas sur route - 3e du Grand Prix d'Orchies - 9e du championnat du monde sur route - 1970 - 4e étape du Tour de Belgique - 2e de Milan-San Remo - 9e de Paris-Roubaix - 1971 - 11ea étape du Tour d'Espagne - 7e étape du Tour de Suisse - 1reb étape du Tour de France - 2e de l'Amstel Gold Race - 3e du championnat des Pays-Bas sur route - 3e de Gand-Wevelgem - 3e de Paris-Tours - 3e du Prix national de clôture - 8e de la Flèche wallonne | - 1972 - 4e étape du Tour de Sardaigne - 8ea étape du Tour de Suisse - Flèche des Polders - 3e du Grand Prix Union Dortmund - 8e du Grand Prix de Francfort - 1973 - Circuit du Pays de Waes - 2e, 5e, 7e et 12e étapes du Tour d'Espagne - 5e étape du Tour d'Italie - Critérium des As - Six Jours de Londres (avec Leo Duyndam) - 3e du championnat des Pays-Bas sur route - 1974 - Nice-Seillans - 16e étape du Tour d'Espagne - 3e et 4e étapes du Tour de Catalogne - Grote Prijs Dr. Eugeen Roggeman - 3e du Grand Prix d'Aix-en-Provence - 3e du Critérium des As - 7e du Tour des Flandres - 1975 - 4e étape du Tour de Luxembourg - Six Jours de Rotterdam (avec Leo Duyndam) - 3e du Circuit de la vallée de la Senne - 6e du Tour des Flandres - 10e de Paris-Roubaix - 1976 - Prologue, 1rea, 2ea et 2eb étapes du Tour d'Andalousie - 12e étape du Tour d'Espagne - 18ec et 22eb étapes du Tour de France - 3e du Tour d'Andalousie - 3e du Critérium des As - 10e de Paris-Bruxelles - 1977 - 1re étape du Tour des Pays-Bas - 1978 - 3e du Tour de Luxembourg |  |

## Résultats sur les grands tours

### Tour de France
11 participations :
Gerben Karstens fait partie des coureurs ayant remporté au moins deux étapes du Tour de France sur plus de dix années.
- 1965 : 57e, vainqueur de la 21e étape
- 1966 : 46e, vainqueur des 3eb et 9e étapes
- 1967 : 30e
- 1969 : 65e
- 1971 : 63e, vainqueur de la 1reb étape
- 1972 : 60e
- 1974 : 61e, porteur du maillot jaune pendant 2 jours
- 1975 : 50e
- 1976 : 84e, vainqueur des 18ec et 22eb étapes
- 1977 : 52e
- 1978 : éliminé (17e étape)

### Tour d'Italie
1 participation :
- 1973 : 23e, vainqueur de la 5e étape

### Tour d'Espagne
6 participations :
- 1966 : 21e, vainqueur des 12e, 15e et 17ea étapes
- 1967 : 51e, vainqueur des 7e, 10eb, 17e (contre-la-montre) et 18e étapes
- 1971 : 39e, vainqueur de la 11ea étape
- 1973 : non-partant (15eb étape), vainqueur des 2e, 5e, 7e et 12e étapes,  maillot jaune pendant deux jours
- 1974 : 48e, vainqueur de la 16e étape
- 1976 : non-partant (19eb étape), vainqueur de la 12e étape

## Distinctions
- Cycliste espoirs néerlandais de l'année : 1965